# Wojna partyzancka

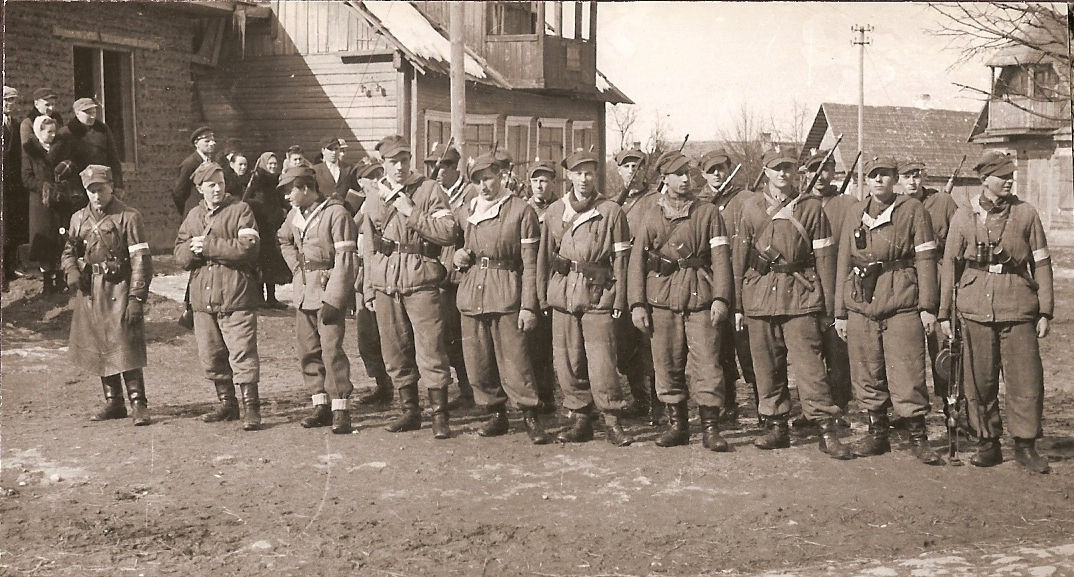
Żołnierze 3 Wileńskiej Brygady Armii Krajowej, 1944

Wojna partyzancka – jedna z najstarszych form walki zbrojnej, polegająca na działaniach nieregularnych prowadzonych przez partyzantów przy poparciu ludności i skierowana przeciwko okupantowi/zaborcy lub przeciw rodzimym rządom uważanym przez partyzantów za wrogie.
Działania partyzantki to szybkie ataki nękające, przeprowadzane z ukrycia, z przygotowaniem zasadzek, czasami w kooperacji z armią regularną (własną bądź sprzymierzoną) i podporządkowane ogólnym celom strategicznym. Powodzenie wojny partyzanckiej zależy od poparcia przez szerokie kręgi społeczeństwa. W określonych warunkach partyzantka może przybierać formę wojny partyzanckiej (np. wojna na Półwyspie Iberyjskim 1807–1814, zaplecze frontu wschodniego w czasie II wojny światowej, wojny indochińskie).
W czasie II wojny światowej na ziemiach polskich działalność partyzancką prowadziło stosunkowo wiele organizacji podziemnych:
- Armia Krajowa w sile około 390 000 ludzi[1],
- Bataliony Chłopskie w sile około 170 000 ludzi[2],
- Armia Ludowa w sile od 60 000 do 100 000 ludzi[3],
- Narodowe Siły Zbrojne w sile około 70 000 – 75 000 ludzi[4].

Po II wojnie światowej skuteczność walki partyzanckiej wykazał m.in. Wietnamczyk Võ Nguyên Giáp, który dowodząc przez wiele lat działaniami partyzanckimi przeciw wojskom japońskim, francuskim i amerykańskim, przyczynił się do uzyskania niepodległości przez Wietnam.